# All This Love (canção)
"All This Love" é uma canção composta por El DeBarge e gravada pelo grupo DeBarge no selo Gordy. A canção foi lançada como o segundo single do segundo álbum de estúdio do grupo, All This Love.
O single veio a ajudar DeBarge subir para o estrelato do R&B.

## Paradas musicais
| Parada musical (1983)                         | Melhor posição |
| --------------------------------------------- | -------------- |
| Estados Unidos (Billboard Hot 100)            | 17             |
| Estados Unidos (Billboard R&B/Hip-Hop Songs)  | 5              |
| Estados Unidos (Billboard Adult Contemporary) | 1              |

## Créditos
- Vocais principais e teclado por El DeBarge
- Vocais de fundo por DeBarge
- Produzido por El DeBarge e Iris Gordy
- Solo de guitarra por José Feliciano